# Acronicta ybasis
Acronicta ybasis là một loài bướm đêm trong họ Noctuidae.